# Joan Rigol i Roig
Joan Rigol i Roig   (Torrelles de Llobregat, 4 d'abril de 1943 - Barcelona, 7 de maig de 2024) fou un polític català i 11è president del Parlament de Catalunya entre el 1999 i el 2003.
Milità a Unió Democràtica de Catalunya (UDC) fins al 2015 i al llarg de la seva trajectòria també exercí càrrecs polítics destacats en l'àmbit nacional català, com el de conseller de Cultura i conseller de Treball, i en l'espanyol, com a diputat al Congrés dels Diputats i al Senat. El 2015, amb el començament del procés independentista, UDC va es va fracturar i la direcció va decidir de trencar els vincles amb Convergència. Arran d’això, Rigol va abandonar UDC i va participar en la fundació de Demòcrates de Catalunya, on encara militava.

## Biografia

### Inicis
Home de formació humanística i de sòlides conviccions religioses, fou ordenat sacerdot i es va secularitzar un temps després. Màster en Administració i Direcció d'Empreses per ESADE, membre de l'Institut Espanyol d'Analistes d'Inversions. Esdevingué doctor en Teologia per la Facultat de Teologia de Catalunya l'any 2008, per la tesi «Fonament Teològic de la dignitat de la persona en la filosofia política de Jacques Maritain» i posteriorment, també doctor en Filosofia per la Facultat de Filosofia de Catalunya, per la tesi «Amor més enllà de la mort» sobre l'obra filosòfica del dramaturg francès Gabriel Marcel.
L'any 1976 s'afilià a Unió Democràtica de Catalunya, partit del qual en fou el president des del 1987 fins a l'any 2000. Fou diputat al Congrés dels Diputats els anys 1979-1980.

### Entrada al Govern
Nomenat conseller de Treball en la primera legislatura (1980-1984), fomentà el diàleg entre la patronal i els sindicats, i coordinà els esforços de les administracions per fer minvar en els aturats els efectes de la greu crisi econòmica.
Conseller de Cultura (1984-1985) en la següent legislatura, promogué un Pacte Cultural amb totes les forces polítiques, implicant-hi un ampli ventall d'intel·lectuals d'ideologies diverses, procurant la coordinació de totes les administracions catalanes en el foment de la cultura.

### Parlament de Catalunya
Diputat al Parlament de Catalunya en la tercera (1988-1992) i quarta legislatures (1992-1995), presidí la Comissió de Justícia, Dret i Seguretat Ciutadana, a la sisena legislatura fou elegit president del Parlament de Catalunya (1999-2003).

### Senat espanyol
Designat senador en representació de la Generalitat l'any 1993, ocupà la vicepresidència primera en la cinquena legislatura (1995-1999). Des d'aquesta tribuna privilegiada, en la Ponència de Reforma Constitucional, posà tots els esforços en la defensa del caràcter nacional del poble català i ha promogut la reforma del Senat per tal que esdevingués una autèntica cambra representativa de les nacions i regions que configuren Espanya. També ocupà la presidència del Comitè per a l'Estudi del Pla Integral de suport a les Famílies.
El 2015 abandonà Unió per la seva fractura amb Convergència Democràtica i endegà la seva participació amb el moviment independentista català. El 2017 s'incorporà a les llistes de Junts per Catalunya per Barcelona a les eleccions al Parlament de Catalunya d'aquell mateix any.

## Vida social
Compromès en la vida ciutadana, fou membre actiu de diferents patronats de caràcter sociocultural (Gran Teatre del Liceu, Teatre Lliure, Fundació Olof Palme, Institut d'Humanitats, la Fundació Joan Maragall, Capella Reial de Catalunya i Institut Universitari Ortega y Gasset). Exercí també de president del Patronat de la Sagrada Família, càrrec que deixà l'any 2011, i de president del Patronat de la Muntanya de Montserrat.
Fou guardonat amb la Creu de Sant Jordi l'any 2019 «per la seva destacada trajectòria política, en especial com a 11è president del Parlament de Catalunya durant quatre anys».

## Obres
El seu pensament sociopolític, de profundes arrels d'humanisme cristià, el publicà a través de les obres següents:
- Crisi i país (1984)
- Poble i consciència nacional (1986)
- Propostes i reflexions per al catalanisme polític (1989)
- Política i comunitat: el meu nacionalisme (1996).
- Camins de diàleg (2003)
- Paraules del president Joan Rigol (2004)
- Compromís polític i sentit cristià (2005)
- Dignitat de la persona (2008)
- Política, les meves conviccions (2010)
- Amor més enllà de la mort en G. Marcel (2013)
- Sobre la Mort i l'Amor (2015)
- Restaurar la política (2018)